# The Meads of Asphodel
A The Meads of Asphodel egy angol metal együttes.

## Története
1998-ban alakultak Hertfordshire-ben. Első albumukat 2001-ben adták ki. Tagjai szerint a zenekar célja az volt, hogy "keleti/középkori hatású black metal zenét hozzanak létre, bibliai apokalipszis, halál és bukott angyal témákkal."  A black metal mellett experimental metal és progresszív metal műfajokban is jelen vannak. Sűrűek voltak a tagcserék a zenekarban.

## Tagok
- Metatron – ének (1998-)
- J.D. Tait – gitár, billentyűk, ének (2002-)
- André Kjebelgvik Thung – dob (2012-)
- Pope Richard Alan Weeks – basszusgitár (2015-)

## Korábbi tagok
- Jaldaboath – gitár, programozás, ének, basszusgitár, billentyűk (1998-2002)
- Urakbaramel – dob (2002-2012)
- Max Rael – billentyűk (2001-2007)
- Paul Carter – billentyűk (2003)
- Deorth – basszusgitár (2003)

## Diszkográfia
- The Excommunication of Christ – album, 2001
- Exhuming the Grave of Yeshua – album, 2003
- Damascus Steel – album, 2005
- The Murder of Jesus the Jew – album, 2010
- Sonderkommando – album, 2013